# エンサイン・N180

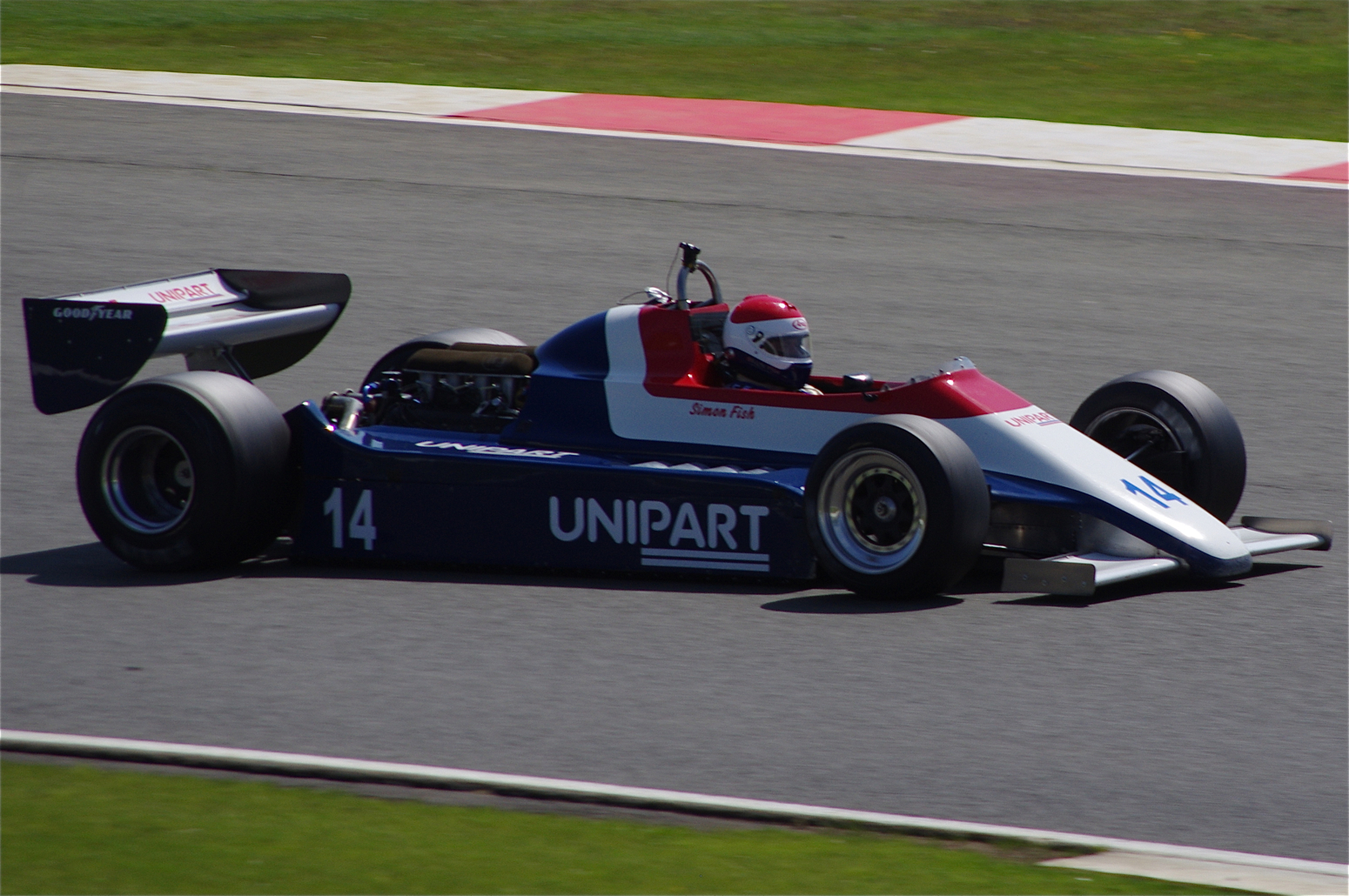
シルバーストン・クラシック2012でのN180

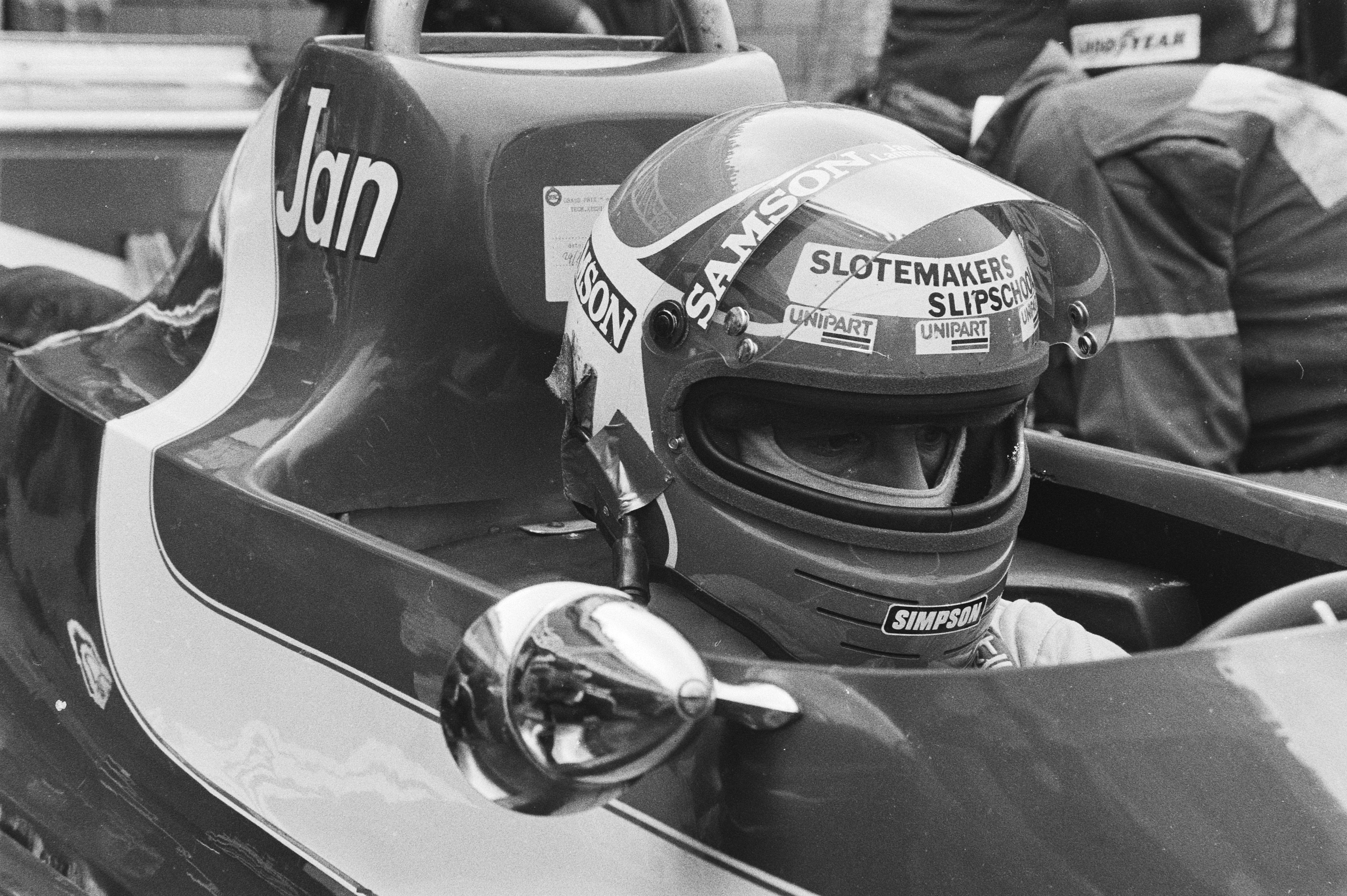
N180のコクピットでのヤン・ラマース、1980年オランダグランプリ。

エンサイン・N180 (Ensign N180) は、イギリスのレーシングチーム、エンサインが1980年のF1世界選手権に投入したフォーミュラ1カー。1981年、1982年は改良型のN180Bが投入された。N180Bはその後売却されブリティッシュF1選手権、インターセリエ、Can-Amに参戦した。

## 開発
チームはユニパートの支援を受け、ラルフ・ベラミーとナイジェル・ベネットが新型マシン、N180の開発を行った。両者は2ヶ月で設計を完了し、1979年の秋にN180は完成した。N180は一体式の滑らかなボディを持ち、外見はウィリアムズ・FW07によく似ていた。エンジンはコスワースDFVを搭載した。

## 1980
N180はクレイ・レガツォーニの手により1980年1月、アルゼンチングランプリでデビューした。レガツォーニは70年代始めにフェラーリからF1参戦し、74年には最終戦のアメリカグランプリでエマーソン・フィッティパルディに敗れタイトルを逃している。1977年にエンサインに移籍し、78年はシャドウに移籍したが、この2年は不振を囲った。翌79年にウィリアムズに移籍、イギリスグランプリで優勝しチームにとっての初の勝利を獲得した。にもかかわらず、1980年には再びエンサインに移籍している。
開幕戦の予選でレガツォーニは1.47.18で15位となる。これはトップのウィリアムズ・FW07をドライブするアラン・ジョーンズのタイムから3秒以上の差があった。決勝でレガツォーニはメカニカルトラブルのため2度ピットインしている。結局は優勝したジョーンズから9周後れでゴールしたが、周回数不足のため完走扱いとはならなかった。第2戦ブラジルグランプリでは12番グリッドからスタートしたものの、13周目にエンジントラブルでリタイアした。両レースともN180は予選をトラブル無く中位で通過したが、決勝ではトラブルに泣かされることとなった。
第4戦アメリカ西グランプリでレガツォーニは大クラッシュし、そのキャリアを終えることとなる。同時にN180のプロジェクトも停止した。50周目で4位の位置にいたレガツォーニのN180は、ショアラインドライブから続くブレーキゾーンでチタン製のブレーキペダルが破損してしまう。減速できないままコースアウトし、先にリタイアしランオフエリアに停止していたリカルド・ズニーノのブラバム・BT49に接触、保護が不十分なコンクリートウォールに後部から激突した。救助作業は時間を要し、レガツォーニはセントメアリー病院に搬送されたが、脚を複雑骨折し、頭部や脊椎も負傷していた。レガツォーニは脊椎損傷のため下半身不随となり、その後車椅子での生活を余儀なくされた。
レガツォーニの事故でエンサインはドライバーがいなくなった。ベルギーグランプリではティフ・ニーデルが代役として出場し、続くモナコグランプリにも出場した。ベルギーでニーデルは予選を23位で通過したが、12周目にエンジントラブルでリタイアした。モナコでは予選通過することはできなかった。
フランスグランプリからはニーデルに代わってヤン・ラマースが起用された。しかし、車の開発は停滞し、ラマースには予選を通過するチャンスは無かった。フランス、イギリスと2戦連続で予選落ちし、ドイツグランプリでようやく予選を通過、決勝は24番グリッドからスタートし、優勝したジャック・ラフィットのリジェ・JS11/15からは1周後れの14位でフィニッシュした。チームはオランダとイタリアでは2台目のマシンを用意し、ジェフ・リースを起用した。ラマース、リースともに予選通過に苦戦した。シーズン後半での最高位はカナダグランプリでラマースが記録した12位であった。

## 1981
1981年シーズン、N180は改良が施され、N180Bとして投入された。新たなドライバーはマルク・スレールが起用された。第2戦ブラジルグランプリでスレールは4位に入賞、ファステストラップも記録した。これがシーズンベストの記録となった。第7戦スペイングランプリからはスレールに代わってエリセオ・サラザールが起用された。サラザールはチームにとって貴重なスポンサーマネーをもたらした。第12戦オランダグランプリでは6位に入賞している。
1982年シーズンはN180Bに代わってN181が投入された。

## オーロラAFX F1シリーズ
1982年、ジム・クロフォードはN180でオーロラAFX F1シリーズに参戦した。

## F1における全成績
(key) （太字はポールポジション）

### N180
| 年     | チーム                       | ドライバー           | 1   | 2   | 3   | 4   | 5   | 6   | 7   | 8   | 9   | 10  | 11  | 12  | 13  | 14  | ポイント | 順位 |
| ------ | ---------------------------- | -------------------- | --- | --- | --- | --- | --- | --- | --- | --- | --- | --- | --- | --- | --- | --- | -------- | ---- |
| 1980年 | ユニパート・レーシングチーム |                      | ARG | BRA | RSA | USW | BEL | MON | FRA | GBR | GER | AUT | NED | ITA | CAN | USA | 0        | 13   |
| 1980年 | ユニパート・レーシングチーム | クレイ・レガツォーニ | NC  | Ret | 9   | Ret |     |     |     |     |     |     |     |     |     |     | 0        | 13   |
| 1980年 | ユニパート・レーシングチーム | ティフ・ニーデル     |     |     |     |     | Ret | DNQ |     |     |     |     |     |     |     |     | 0        | 13   |
| 1980年 | ユニパート・レーシングチーム | ヤン・ラマース       |     |     |     |     |     |     | DNQ | DNQ | 14  | DNQ | DNQ | DNQ | 12  | Ret | 0        | 13   |
| 1980年 | ユニパート・レーシングチーム | ジェフ・リース       |     |     |     |     |     |     |     |     |     |     | Ret | DNQ |     |     | 0        | 13   |

### N180B
| 年     | チーム                 | ドライバー           | 1   | 2   | 3   | 4   | 5   | 6   | 7   | 8   | 9   | 10  | 11  | 12  | 13  | 14  | 15  | 16  | ポイント | 順位 |
| ------ | ---------------------- | -------------------- | --- | --- | --- | --- | --- | --- | --- | --- | --- | --- | --- | --- | --- | --- | --- | --- | -------- | ---- |
| 1981年 | エンサイン・レーシング |                      | USW | BRA | ARG | SMR | BEL | MON | ESP | FRA | GBR | GER | AUT | NED | ITA | CAN | CPL |     | 5        | 11   |
| 1981年 | エンサイン・レーシング | マルク・スレール     | Ret | 4   | Ret | 9   | 11  | 6   |     |     |     |     |     |     |     |     |     |     | 5        | 11   |
| 1981年 | エンサイン・レーシング | エリセオ・サラザール |     |     |     |     |     |     | 14  | Ret | DNQ | NC  | Ret | 6   | Ret | Ret | NC  |     | 5        | 11   |
| 1982年 | エンサイン・レーシング |                      | RSA | BRA | USW | SMR | BEL | MON | DET | CAN | NED | GBR | FRA | GER | AUT | SUI | ITA | CPL | 0        | 16   |
| 1982年 | エンサイン・レーシング | ロベルト・ゲレーロ   | DNQ |     |     |     |     |     |     |     |     |     |     |     |     |     |     |     | 0        | 16   |